# Bramingham

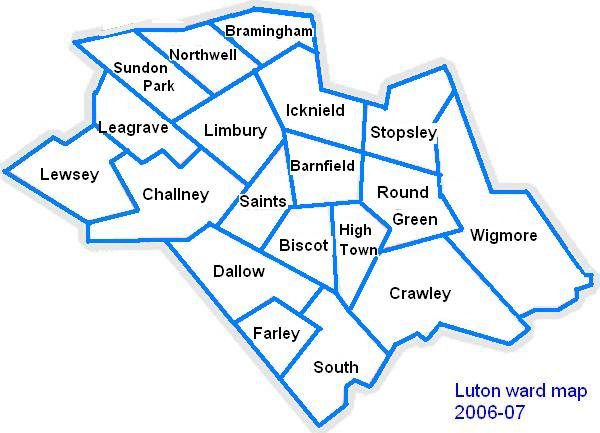
Plan de Luton dont Bramingham au nord

Bramingham est une banlieue de Luton dans le Bedfordshire.

## Histoire
Jusqu'à la fin du XXe siècle, Bramingham se composait de Great Bramingham, un petit hameau autour de Great Bramingham Farm et de quelques maisons dispersées sur Great Bramingham Lane, et de Little Bramingham Farm, une ferme près de Bramingham Wood. La petite ferme de Bramingham existe toujours et est un bâtiment classé de grade II.
La zone s'est développée rapidement dans les années 1980 et 1990 pour devenir une partie de Luton, s'agrandissant pour rejoindre Warden Hill à l'est et Marsh Farm (en) à l'ouest.

## Personnalité
- Amy Katherine Browning (1881-1978), peintre, y est né.